# Łęczyce (Poméranie)
Łęczyce est un village polonais de la voïvodie de Poméranie et du powiat de Wejherowo. Il est le siège de la gmina de Łęczyce. 

## Histoire
De 1772 à 1945, Lanz fait partie de l'arrondissement de Lauenbourg-Bütow puis à partir de 1846, de l'arrondissement de Lauenbourg-en-Poméranie dans le district de Köslin dans la province de Poméranie.